# Vallebona
Vallebona é uma comuna italiana da região da Ligúria, província de Impéria, com cerca de 1.087 habitantes. Estende-se por uma área de 5 km², tendo uma densidade populacional de 217 hab/km². Faz fronteira com Bordighera, Ospedaletti, Perinaldo, San Biagio della Cima, Seborga, Soldano, Vallecrosia.

## Demografia
| Variação demográfica do município entre 1861 e 2011                               |
|                                                                                   |
| Fonte: Istituto Nazionale di Statistica (ISTAT) - Elaboração gráfica da Wikipedia |